# 섭취
섭취(攝取)는 생물에 의해 물질을 소비하는 일이다. 동물의 경우 먹거나 마시는 일을 통해 입을 통해 위장관으로 물질을 취하는 것이 보통이다. 단세포 생물의 경우 섭취는 세포막을 통해 물질을 얻는다.
영양 물질 이외에도 섭취할 수 있는 물질에는 약물(경구 투여), 기분전환용 약물, 이물질이나 배설물과 같이 먹을 수 없는 것으로 간주되는 물질이 포함된다. 섭취는 병원성 유기체와 독물이 체내로 들어가는 일반적인 경로이다.

## 병원체
바이러스, 박테리아, 기생충 등 일부 병원체는 섭취를 통해 전염된다. 가장 일반적으로 이는 대변-구강 경로를 통해 발생한다. 대변으로 오염된 식수나 적절한 손 씻기를 실천하지 못한 근로자가 준비한 음식과 같은 중간 단계가 종종 포함되며, 처리되지 않은 하수가 흔한 지역에서 더 일반적이다. 대변-구강 경로를 통해 전염되는 질병에는 A형 간염, 소아마비, 콜레라 등이 있다.

## 이물질

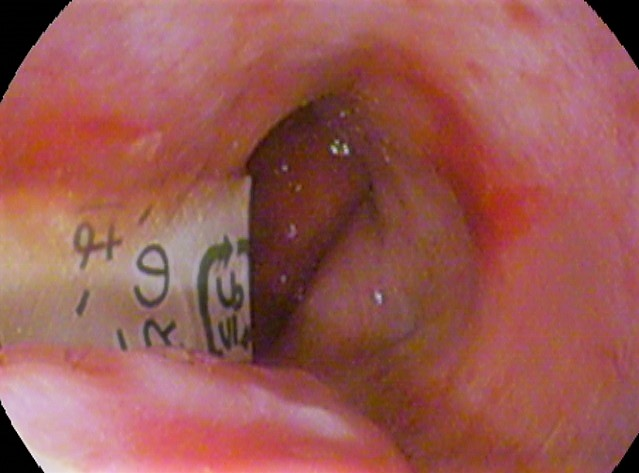
이물질

버튼 셀이라고도 불리는 단추형 전지는 특히 어린이와 노인이 실수로 삼키는 경우가 많다. 크기와 모양 때문에 약 알약으로 오인될 수도 있고, 전지를 교체하는 동안 입에 물고 삼켜질 수도 있다. 전지를 섭취하면 기도 막힘, 구토, 과민성, 지속적인 침흘림, 발진(니켈 금속 알레르기로 인해) 등의 의료 문제가 발생할 수 있다.

## 비정상적인 섭취
이식증은 영양이 없는 물체나 밀가루와 같이 일반적으로 먹지 않는 형태의 식품에 대한 비정상적인 식욕이다. 식분증은 일부 동물에서 흔히 나타나는 비정상적인 섭취 행동인 대변 섭취이다.

## 같이 보기
- 섭식
- 한국인 영양소 섭취기준